# Alexandre el Gran
Alexandre III de Macedònia (grec antic: Αλέξανδρος ὁ Μακεδών, Aléxandros ho Makedon; nascut a Pel·la el 20 o 21 de juliol del 356 aC i mort a Babilònia el 10 de juny del 323 aC), conegut habitualment com a Alexandre el Gran o Alexandre Magne, fou un rei argèada del Regne de Macedònia, a l'antiga Grècia. Succeí al seu pare, Filip II, el 336 aC, quan tenia 20 anys. Poc després, partí en campanya cap a l'Àsia occidental i el nord-est d'Àfrica i en menys d'una dècada forjà un dels imperis més extensos de la història. El seu domini abastava des de la Mediterrània oriental fins a la vall de l'Indus. Invicte en el camp de batalla, sovint és considerat un dels grans genis militars de la història.
Fou educat per Aristòtil fins als setze anys. El 335 aC, com a flamant rei de Macedònia, sortí en campanya als Balcans i restablí el seu control sobre Tràcia i Il·líria abans de marxar contra la ciutat de Tebes i arrasar-la. Es valgué de la seva autoritat com a hegèmon de la Lliga de Corint per fer realitat el projecte panhel·lènic del seu pare i posicionar-se com a cap suprem dels grecs en la seva conquesta de Pèrsia.
Fou conqueridor de l'Imperi Persa i un dels caps militars més importants del món antic. Convertint el seu petit regne en el centre director de Grècia i arribant fins al riu Indus, és un dels personatges més cèlebres de l'antiguitat.

## Biografia

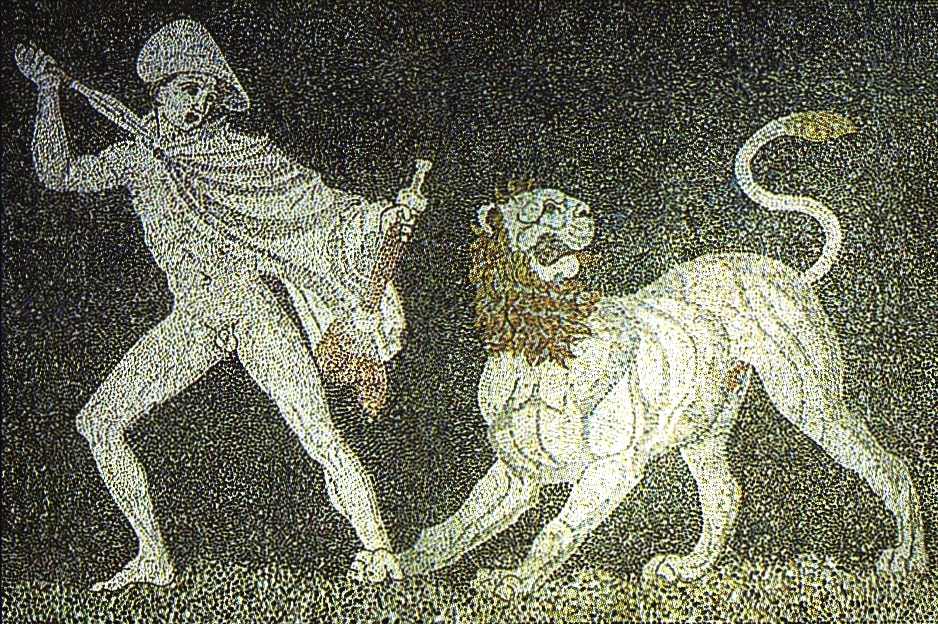
Detall d'un mosaic que mostra la lluita d'Alexandre amb el seu amic Cràter (no visible a la imatge) contra un lleó.

Alexandre va néixer a Pel·la, la capital del Regne de Macedònia, segons Plutarc de Queronea el 21 de juliol (en el calendari macedoni Hecatombaeon) del 356 aC. Fou el fill de Filip II de Macedònia i Olimpia, princesa de l'Epir, la seva tercera esposa, que va conèixer a Samotràcia, on era sacerdotessa. Per part de la seva mare, fou nebot d'Alexandre Molós, rei de l'Epir, un territori que és avui dia entre la regió grega de l'Epir i el sud de l'actual Albània. El 355 aC Filip i Olimpia tingueren un altre fill, una noia, la princesa Cleòpatra de Macedònia.
Des del seu temps, es rumorejà que Alexandre no hauria estat fecundat per Filip; potser en una de les freqüents orgies en les quals es veien implicades les sacerdotesses del culte de Dionís. Una llegenda, coneguda des de l'antiguitat, diu que Olímpia no va concebre amb Filip Alexandre, perquè Filip tenia por d'ella i el seu costum de dormir en companyia de serps, sinó amb Zeus. Alexandre va utilitzar aquests rumors populars amb fins polítics, referint-se al déu Zeus en lloc de Filip, quan esmenta el seu pare. Una altra llegenda del segle iii, d'origen egipci i falsament atribuït a Cal·lístenes, la Novel·la d'Alexandre, és que Alexandre és fill del darrer faraó de la dinastia XXX d'Egipte, Nectabeu II.
Per part del seu pare Filip, Alexandre es reivindicava com a descendent de Temenos d'Argos, descendent d'Heracles, fill de Zeus -per aquesta raó, la dinastia macedònia s'anomena Argédes o Téménicresia. Per la seva mare, Olímpia, la dinastia Eàcides, es diu Alexandre per Neoptòlem, fill d'Aquil·les.
Segons una afirmació de l'època, de què fa esment, entre d'altres, Plutarc, diu que Alexandre va néixer la mateixa nit en què Herostrat va calar foc al Temple d'Àrtemis d'Éfes, una de les set meravelles del món antic. Alexandre utilitza més tard aquesta coincidència per a enfortir la seva voluntat política, i es proposa finançar la restauració del temple, que va ser rebutjada pels efesis.
Plutarc també afirma que Filip i Olímpia van somiar amb el futur naixement del seu fill. Prèviament, van consultar amb Aristandre de Telmessos, que va determinar que Olímpia estava embarassada i que el nen tindria el caràcter d'un lleó. Pel que fa al seu físic, sembla que els ulls tenien l'iris de diferent color i, a causa d'una lesió de guerra que li hauria tallat un nervi, el cap sempre mirava a la dreta.

### Infantesa i educació
Alexandre, des del punt de vista dels grecs, té una doble consideració. D'una banda, és un salvatge perquè és un macedoni que té un caràcter apassionat i es deixa portar per la ira amb una terrible violència, herència atribuïda a la seva mare. És capaç de generosos gestos que conreen una forta fidelitat. Les seves conviccions religioses són barreges de supersticions. Tanmateix, el tret de caràcter dominant del personatge és sense cap discussió la seva voluntat de ferro, que pot anar fins a l'obstinació i la tossuderia.

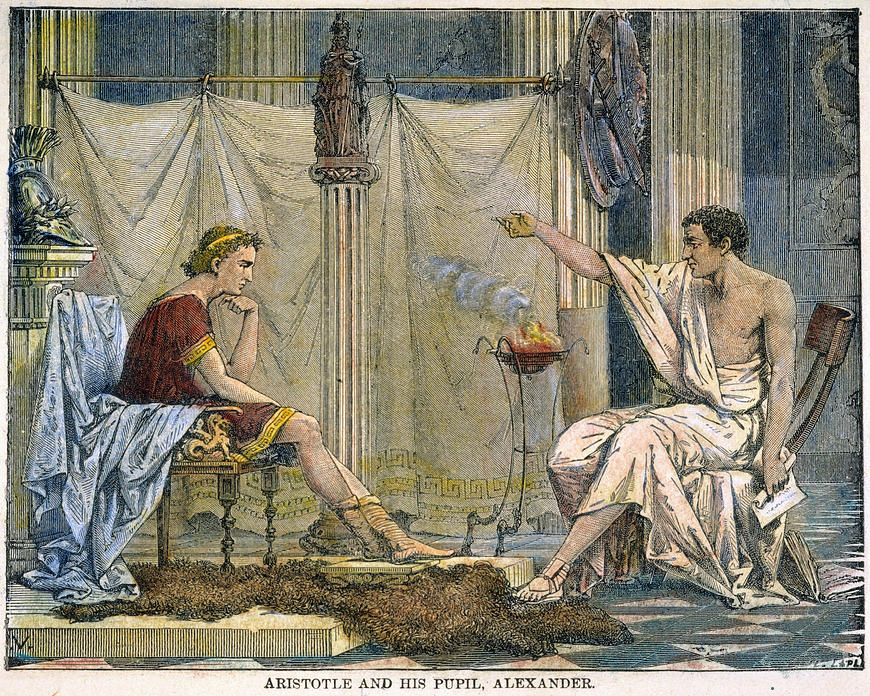
Alexandre i Aristòtil

Paral·lelament, Alexandre és profundament influenciat per la cultura grega. Macedònia, situada al nord de la Grècia actual, és una de les regions dels antics pelasgs. L'idioma que parlaven era un dels molts dialectes grecs i, des de l'època del rei Arquelau (fi del segle v aC), la llengua oficial de la cort i la cancelleria de Macedònia és el jònic-àtic. Filip, que va viure a Tebes a casa d'Epaminondes com a convidat (entre el 369 aC i 367 aC), el parla habitualment, com també ho fa el seu fill. Alexandre, segons Plutarc, només parla macedoni sota l'efecte d'una forta emoció.
Després d'haver estat educat per Leònides de l'Epir, un parent de la seva mare Olímpia i del seu tutor Lisímac d'Acarnània, Alexandre rep per a preceptor el filòsof Aristòtil de 343 aC a 340 aC. Aquest últim és el fill de Nicòmac, metge d'Amintes III, l'avi d'Alexandre. Redacta una edició anotada de la Ilíada per al seu alumne. Alexandre llegeix igualment Heròdot i Xenofont, autors que sap explotar més tard en el moment de les seves conquestes. Alexandre es revela un estudiant dotat. Coneix de memòria nombroses tragèdies, la Ilíada, i va continuar amb l'educació grega que estava rebent i va incentivar el seu interès per àmplies branques del coneixement com la geografia, la medicina, la poesia, la zoologia i la botànica.
Diversos companys d'infantesa d'Alexandre, entre els quals Ptolemeu, Filotes, Hefestió, es troben al seu costat en el moment de la conquesta de l'Àsia. La seducció del personatge es deu, sens dubte, a aquesta barreja contradictòria: bàrbar i macedoni, místic i realista, violent i generós, portat per la seva imaginació i el seu somni i guiat per la seva lucidesa. La seva voluntat inflexible s'acompanya d'un real oportunisme i d'un sentit innat de l'escenificació. Ben aviat (340 aC), el seu pare el va associar a les feines del govern nomenant-lo regent. El 338 aC va comandar la cavalleria macedònica en la batalla de Queronea.

## Ascens al poder

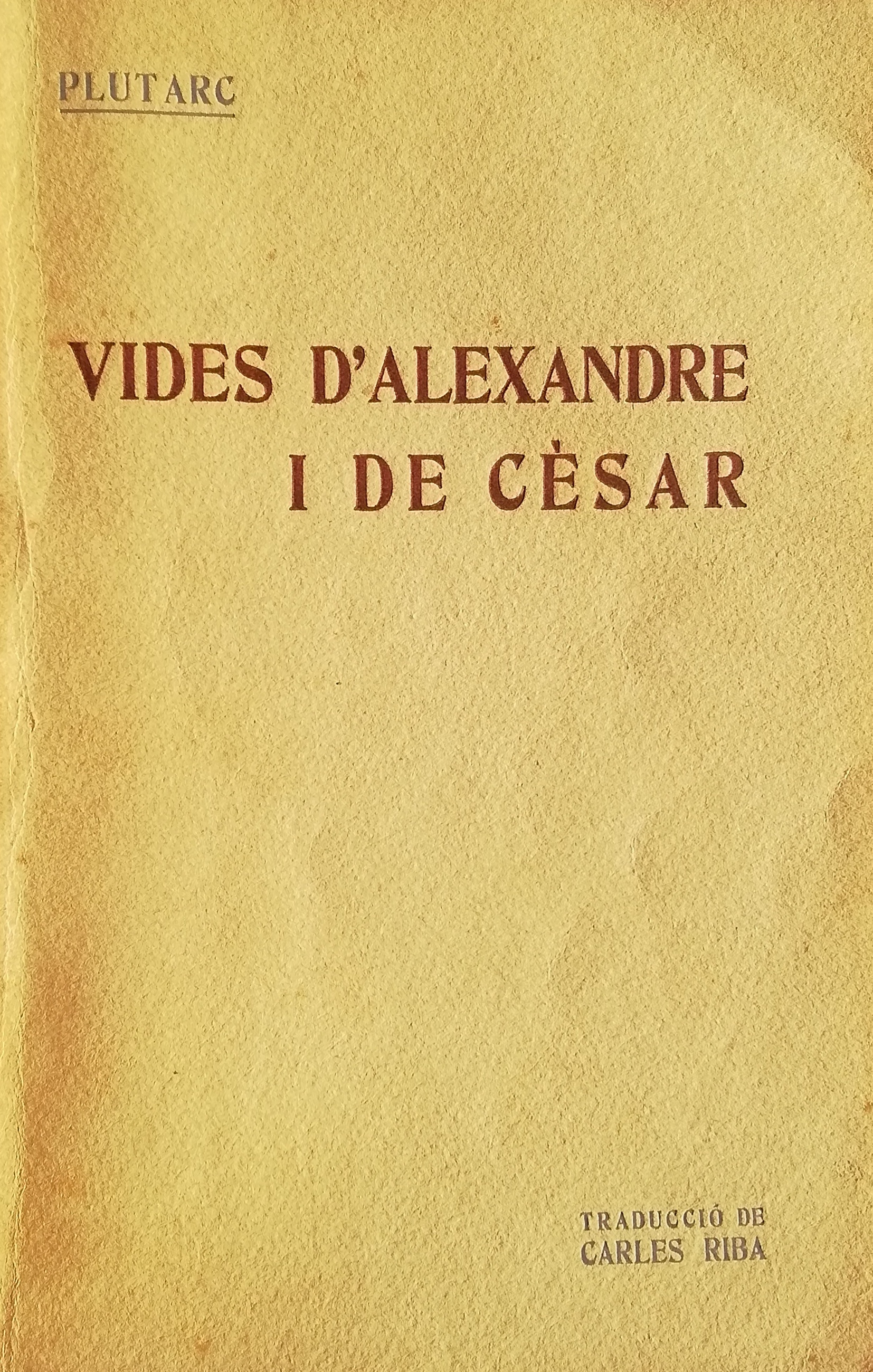
Biografia d'Alexandre el Gran, escrita per Plutarc, on compara la vida i gestes d'Alexandre amb les de Juli Cèsar. Traducció catalana de Carles Riba publicada a Barcelona per Editorial Catalana l'any 1920

Després de l'assassinat del seu pare l'any 336 aC a mans de Pausànies, un capità de la seva guàrdia, Alexandre va heretar el regne quan només tenia vint anys. La notícia de la mort de Filip II de Macedònia va provocar la revolta de molts estats, com ara Tebes, Atenes, Tessàlia i les tribus tràcies al nord de Macedònia. Quan la notícia de la revolta va arribar a Alexandre, va respondre ràpidament. Tot i que els seus consellers li van aconsellar que utilitzés la diplomàcia, Alexandre va reunir la cavalleria macedònia de 3.000 homes i es va dirigir cap al sud cap a Tessàlia, el veí immediat de Macedònia al sud. Quan va trobar l'exèrcit tessali ocupant el pas entre el mont Olimp i el mont Ossa, va fer que els homes passessin pel mont Ossa i, quan els tessàlics es van despertar, van trobar Alexandre a la seva rereguarda. Els tessalis es van rendir i van afegir la seva cavalleria a les forces d'Alexandre mentre baixava cap al Peloponès. Alexandre es va aturar a les Termòpiles, on va ser reconegut com el líder de la Lliga Amfictiònica abans de dirigir-se cap a Corint, al sud. Atenes va demanar la pau i Alexandre va rebre l'enviat i va perdonar qualsevol persona implicada en l'aixecament. A Corint, se li va donar el títol d'hegemon de les forces gregues contra els perses. Mentre era a Corint, va sentir les notícies de l'aixecament traci cap al nord.
Abans de creuar cap a Àsia, Alexandre va voler salvaguardar les seves fronteres del nord i, a la primavera del 335 aC, va avançar cap a Tràcia per fer front a la revolta, que va ser dirigida pels il·liris i els triballs. Tebes va declarar la seva independència, negant-se a sotmetre's en termes misericordiosos, i per decisió del consell de la Lliga de Corint per una àmplia majoria, Alexandre va atacar la ciutat, la va arrasar i va vendre tots els supervivents com esclaus. Amb la destrucció de Tebes, la Grècia continental va tornar a acceptar el govern d'Alexandre. Consolidada així l'hegemonia macedònia a Grècia, havia de complir-se la premonició que, segons refereix Plutarc, Filip li va dir certa vegada al seu fill: «Macedònia és massa petita per a tu». En efecte, Alexandre quedava lliure per a començar la guerra contra Pèrsia.
Alexandre va unificar el sistema monetari basat en l'argent com a moneda forta, seguint els ensenyaments d'Aristòtil.

## Conquesta de Pèrsia

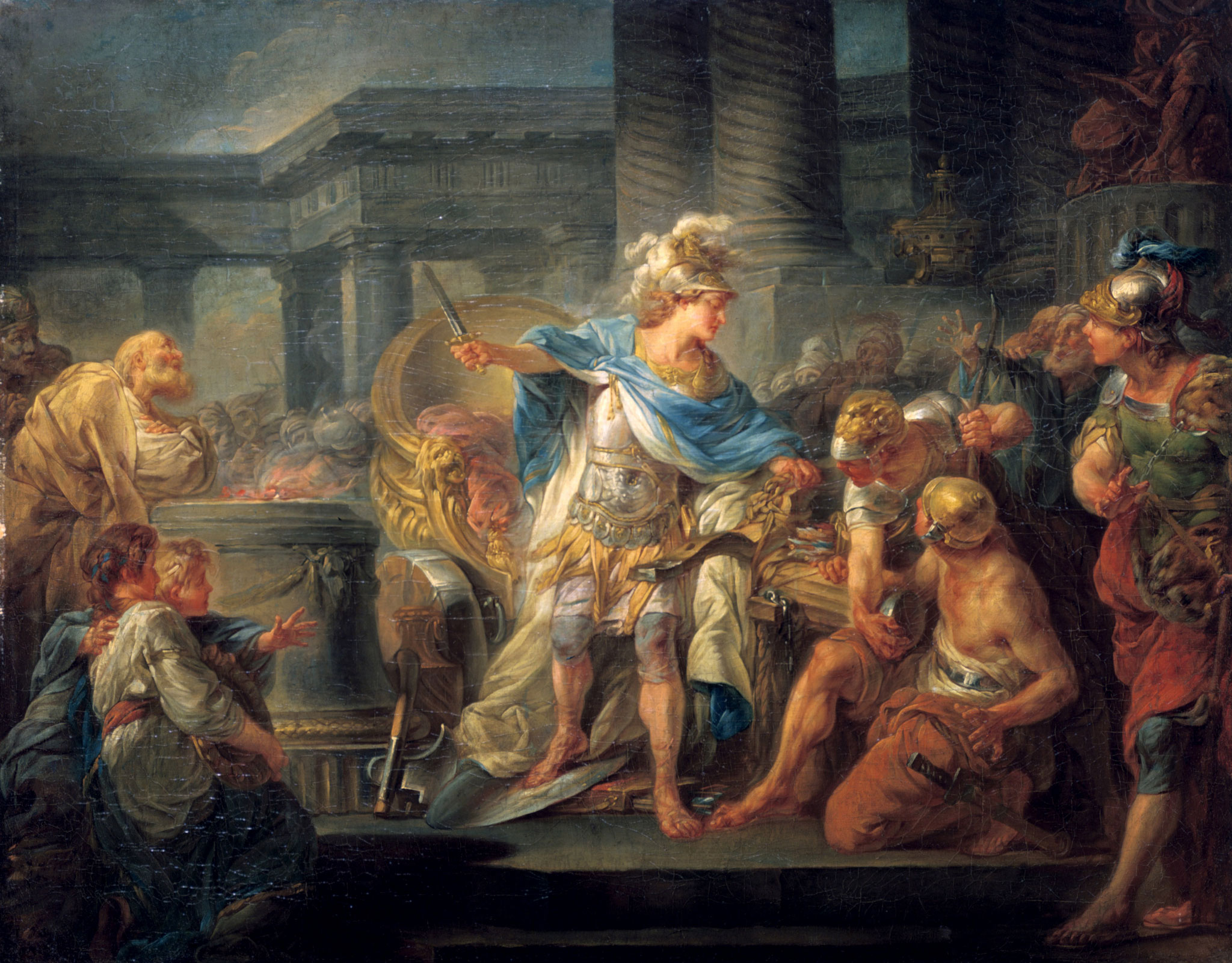
Alexandre talla el nus gordià. Jean-Simon Berthélemy (Escola de Belles Arts, París)

Ruta d'Alexandre el Gran durant les seves conquestes

El 334 aC passà a l'Hel·lespont, venerà a les ruïnes de Troia les despulles del seu avantpassat mític Aquil·les, i inicià una conquesta sistemàtica de la costa de l'Àsia Menor. La primera batalla fou donada al riu Granic el mateix any, i li lliurà les satrapies de Jònia i Lídia. Seguint la mateixa línia prengué la Frígia, i la seva capital, Gòrdion, tallà el famós nus gordià; conquistà la Cilícia i travessà les muntanyes del Taure per les portes de Cilícia. L'exèrcit persa l'esperava a Síria i presentà combat a Issos (333 aC), a la costa; la batalla fou una gran desfeta per als perses, que hi perderen un gran botí; el xa Darios III va escapar i foren preses la seva mare i la seva muller. Aquesta victòria obrí per a Alexandre les portes de l'Orient mitjà: dedicà els anys següents a la conquesta de Fenícia, on assetjà Tir, d'Israel-Palestina, on prengué Jerusalem, i d'Egipte, on fundà una nova ciutat, Alexandria, la primera d'una llarga sèrie d'aquest nom, i visità l'oracle de Zeus Ammó, que ha estat dit que li profetitzà grans victòries.
Dominada tota la Mediterrània oriental, el 331 aC tornà cap al nord per presentar la batalla definitiva al gran rei Darios. Travessà l'Eufrates i el Tigris, i a Gaugamela, prop d'Arbela, tingué lloc el combat, que fou una victòria total per als grecs. Darios fugí cap a la Mèdia, mentre Alexandre s'emparava de Babilònia, Susa, Pasàrgada i Persèpolis, progressivament. Finalment, Darios va ser traït pels seus nobles i assassinat. Alexandre va honorar el seu rival i enemic, i va perseguir els seus assassins.

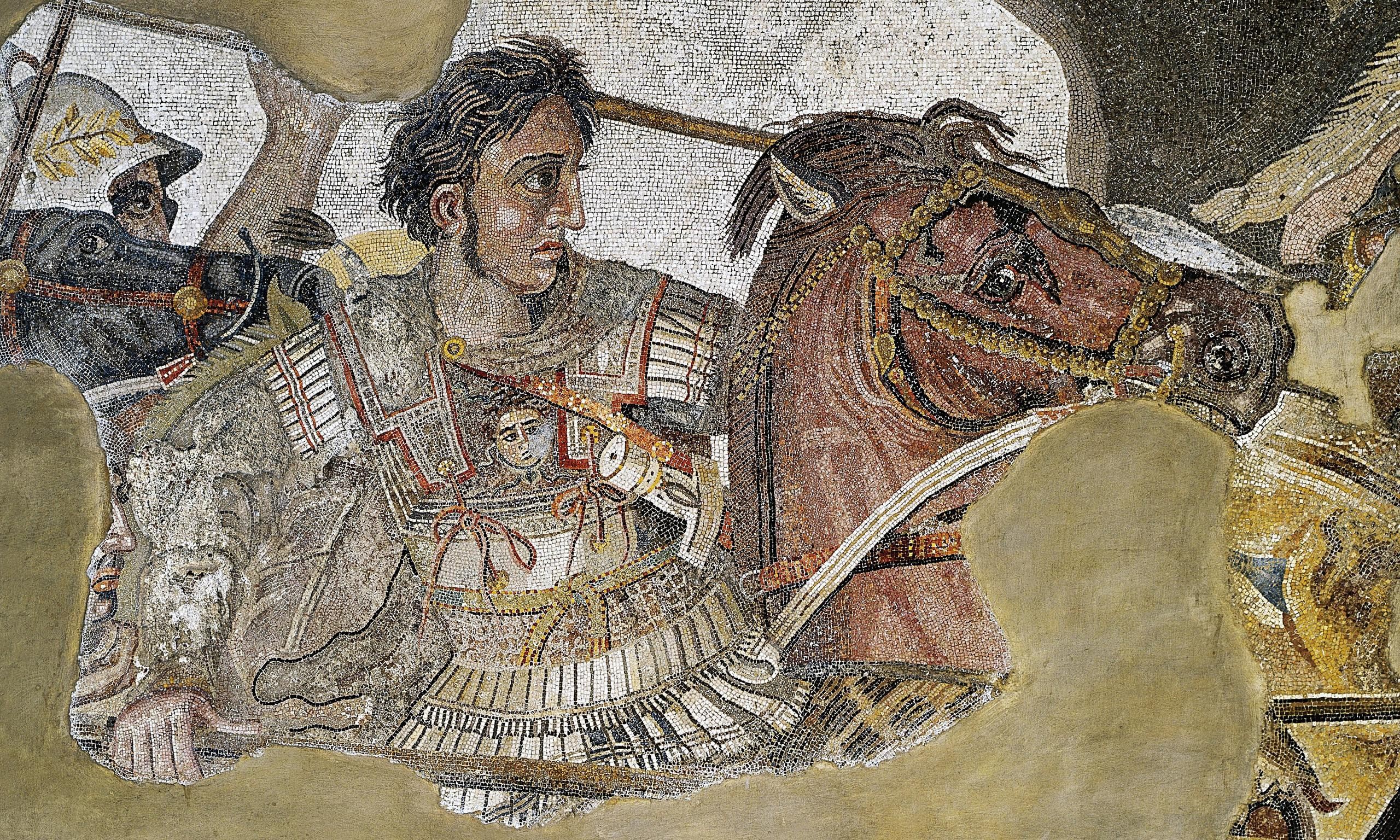
Alexandre el Gran lluitant contra Darios III en la batalla d'Issos. Detall del mosaic de la casa del Faune de Pompeia, Museu Arqueològic Nacional de Nàpols

Quan tot l'imperi persa va caure en les seves mans, Alexandre va adoptar el tipus de cort i la condició d'un príncep oriental, factor que va provocar una violenta oposició entre el grup dels seus generals macedònics, i una conjura contra ell, resolta amb l'execució de Parmeni, un dels seus generals més antics que datava del regnat del seu pare. També aquesta conjura va ser la raó de la mort de Filotas, fill de Parmenió, i Amintas, cosí d'Alexandre, considerat pels insurgents com el legítim rei (Filip va arribar al tron perquè el seu germà, el regent de Macedònia, havia mort i el seu fill, Amintas, era encara molt jove per a governar).
Temps després hi va haver una nova conjura contra Alexandre, ideada pels seus patges, la qual tampoc no va assolir el seu objectiu. Calístenes (que fins a aquest moment havia estat l'encarregat de redactar la història de les travessies d'Alexandre) va ser considerat impulsor d'aquesta conspiració, de manera que va ser condemnat a mort; abans de l'execució, però, es va llevar la vida.
El canvi de voluntat d'Alexandre, afalagat per la submissió dels perses i per la seva elevació a personatge de rang diví com a gran rei, el va portar a preferir la continuació de la política tradicional persa en lloc de la seva idea primitiva, i mentre el seu exèrcit i tots els grecs consideraven complert el seu deure de destruir l'enemic ancestral, ell es va decantar per la conquesta de territoris més a l'orient.
Un dels seus generals més benvolguts, i l'últim de l'exèrcit llegat pel seu pare, va ser Clito el Negre, que va morir en mans del mateix Alexandre una nit de tabola, després de sentir-se ofès per ell.
Va envair la Bactriana després de l'assassinat de Darios pel sàtrapa d'aquella zona; es va casar amb la princesa Roxana, i va portar el seu exèrcit a travessar l'Hindukush i a dominar la vall de l'Indus, amb la sola resistència del rei Poros d'Hidaspes.

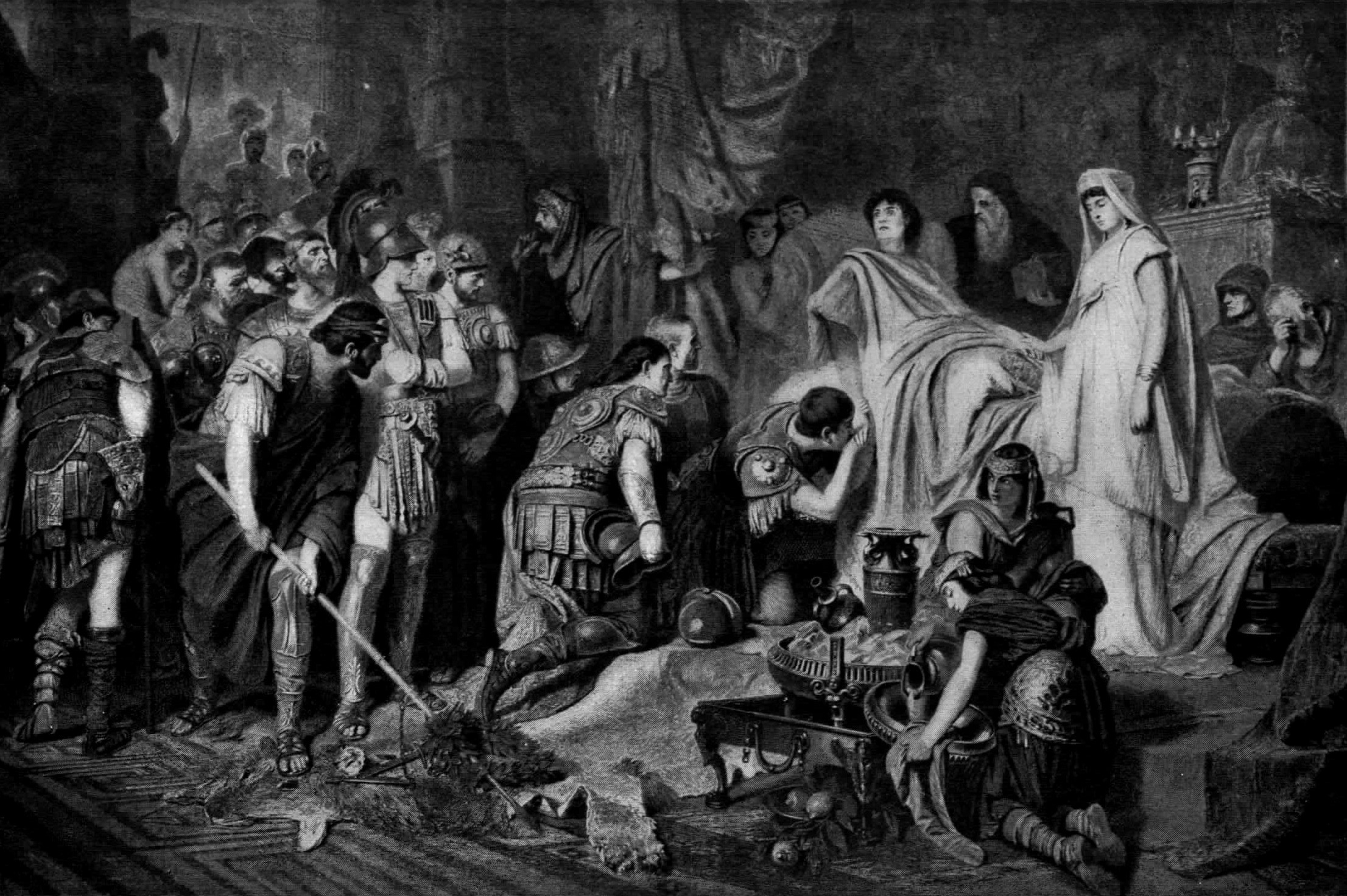
La mort d'Alexandre

La seva marxa només fou detinguda per la resistència passiva de l'exèrcit, que no volgué anar més enllà de l'Hífasi. Tornà enrere i dividí les tropes en dos grups, l'un que tornà per mar al golf Pèrsic, comandat per Nearc, i un altre que tornà per terra amb ell. Al cap de sis anys de la seva absència, tornà a Susa i recomençà la feina d'organitzar l'immens imperi, i de sotmetre les constants revoltes i divisions tant per part grega com persa. Alexandre esdevingué més i més un dèspota oriental amb poders divins; elevà els seus súbdits perses nobles a la mateixa categoria que el grup dels grecs dits companys i, el 324 aC, reuní a Babilònia representants de tots els seus estats i regnes.
Poc després Alexandre va morir a l'edat de 32 anys. Existeixen teories actuals que assenyalen com a causa de la seva mort la malaltia vírica anomenada febre del Nil.

## Conquesta de l'Índia
Després de la mort de Spitamenes i el seu matrimoni amb Roxana (Roshanak a Bactriana) per consolidar les seves relacions amb les seves noves satrapies de l'Àsia central, el 326 aC, Alexandre —finalment— estava alliberat per a girar la seva atenció al subcontinent indi. Alexandre convidà tots els caps de l'anterior satrapia de Gandhara, al nord del que és ara el Pakistan, a sotmetre's a la seva autoritat. Ambhi (grec: Omphis), de Taxila, el regne que s'estenia de l'Indus al Jhelum (grec:Hidaspes), va obeir. Però els caps d'alguns clans muntanyosos, incloent-hi el d'Aspasios i Assakenois, seccions dels Kambojas (noms clàssics), coneguts en texts indis com l'Ashvayanas i Ashvakayanas (noms que es refereixen a la naturalesa eqüestre de la seva societat, que prové del sànscrit, en què la paraula Ashva significa ‘cavall’), es negaven a sotmetre's.
Alexandre, personalment, juntament amb la seva guarda personal, companys de peu, arquers, agrianians i soldats a cavall amb javelines, va dirigir-los contra els clans Kamboja (els aspasis de Kunar/les valls d'Alishang, els guraeans de la vall de Guraeus (Panjkora), i els assakenois de les valls de Buner i Swat). Escriu un historiador modern: «Eren gent valenta i van donar molta feina a Alexandre per prendre els seus baluards, dels quals els Massaga i Aornus mereixen una menció especial». Va ser una lluita ferotge, en la qual Alexandre mateix va ser ferit en l'espatlla per una llança, però finalment els aspasis van perdre; 40.000 d'ells van ser esclavitzats. Els Assakenois van enfrontar-se a Alexandre amb un exèrcit de 30.000 soldats de cavalleria, 38.000 d'infanteria i 30 elefants. Havien lluitat valentament i van oferir una resistència tossuda a l'invasor en molts dels seus baluards com les ciutats d'Ora, Bazira i Massaga. El fort de Massaga només es va poder reduir després d'uns quants dies de lluita sagnant, en la qual el mateix Alexandre va ser ferit seriosament en el turmell. Quan el cap de Massaga va caure en la batalla, l'ordre de l'exèrcit es va acabar i la seva mare vella Cleophis (q.v.), que també estava viva, va decidir defensar la seva pàtria fins al final. Cleophis va passar a ser la cap suprema dels militars, i també portava les dones sanes de la localitat a la lluita. Alexandre només va poder reduir Massaga recorrent a un estratagema polític i a accions de traïció. Segons Curci: «Alexandre no solament va matar tota la població de Massaga, sinó que també va esclavitzar tot el poblat i va fer reduir els seus edificis a còdols». Un destí similar va seguir Ora, un altre baluard dels assakenois.
A conseqüència de la massacre general i dels incendis provocats per Alexandre a Massaga i Ora, nombrosos Assakenians van refugiar-se a una elevada fortalesa anomenada Aornos. Alexandre els va seguir trepitjant-los els talons i va capturar la fortalesa estratègica, però només després del quart dia de lluita sagnant. La història de Massaga es repetia a Aornos i una massacre similar en la gent de la tribu també.
Escrivint sobre la campanya d'Alexandre contra els assakenois, Victor Hanson comenta: «Tot i haver promès als assacenis assetjats respectar les seves vides per la capitulació, executava tots els soldats que s'havien rendit. Els baluards a Ora i Aornus van patir assalts similars. Les guarnicions van ser probablement totalment destruïdes».
Sisikottos, que havia ajudat Alexandre en aquesta campanya, va ser el governador d'Aornos. Després de reduir Aornos, Alexandre va creuar l'Indus i va lluitar, i es considera que va guanyar una batalla èpica contra un cap local, Porus (nom indi original: raja Puru), que governava una regió al Panjab, en la batalla del riu Hidaspes el 326 aC.
Després de la batalla, Alexandre va quedar en gran manera impressionat per Porus per la seva bravesa en la batalla, i per això va fer una aliança amb ell i el va nomenar sàtrapa del seu propi regne, fins i tot donant-li noves terres. Llavors, Alexandre va anomenar una de les dues noves ciutats que va fundar Bucephala, en honor del cavall que l'havia portat a l'Índia, que havia mort durant la Batalla d'Hidaspes. Alexandre va continuar cap a amunt per conquerir tots els territoris del riu Indus. Va atacar el regne de Musicà anomenat Sindhu, que es va rendir i va rebre en feu el seu regne (moderna Alor); després va atacar al seu veí, Oxicà o Porticà (Oxicanus o Porticanus) que regnava prop de la moderna Sukkur. Va seguir llavors cap al sud i va atacar a Sambus entre les muntanyes Kirthar i l'Indus, amb capital a Sindimana identificada amb la moderna Sehwan.
Quan Alexandre va tirar endavant, aquestos regnes es van revoltar. La revolta estava inspirada pels bramans que tenien un centre religiós a una ciutat anomenada Harmatelia. Els macedonis van matar molts rebels i els brahmans van ser penjats i Musicà que havia donat suport als rebels, fou crucificat però Sambus es va poder escapar; la revolta es va estendre a Gandara on el satrapa va morir, però finalment els macedonis van pacificar el país.
A l'est del Regne de Porus, prop del riu Ganges (nom indi original: Ganga), hi havia el potent Imperi de Magadha dominat per la dinastia Nanda. Però l'exèrcit, esgotat per tants anys de campanya i intranquil davant la perspectiva d'encarar-se amb un altre exèrcit indi fort, es va amotinar al riu Hyphasis (el riu Beas modern), negant-se a marxar més cap a l'est. Aquest riu, així, marca l'extensió més oriental de les conquestes d'Alexandre.
Pel que fa als macedonis, tanmateix, la seva lluita amb Porus esmussava el seu valor i es quedava el seu avenç més llunyà a l'Índia. Es van oposar violentament a lluitar contra un enemic de només 20.000 soldats d'infanteria i 2.000 a cavall a Alexandre quan ell insistia que travessessin el riu Ganges. Tot això ho van fer perquè se'ls va dir que els reis dels ganderites i els praesii els esperava amb vuitanta mil soldats a cavall, dos-cents mil d'infanteria, vuit mil carros, i sis mil elefants de batalla.
Alexandre, després de la reunió amb el seu oficial Coenus, va pensar que el millor era que retornés. Alexandre va forçar a anar-se'n cap al sud. Al llarg del camí el seu exèrcit corria dins el territori dels clans Malli (en dia modern: Multan). Els Malli eren els clans més bel·licosos del sud d'Àsia durant aquell període. L'exèrcit d'Alexandre va desafiar els Malli, i la subsegüent batalla els va portar a la ciutadella Malli. Durant l'atac, Alexandre va ser ferit seriosament per una fletxa Malli. Les seves forces, creient el seu rei mort, van prendre la ciutadella i van desencadenar la seva fúria en els Malli que s'havien refugiat dins. Després d'això, el Malli supervivents van cedir a les forces d'Alexandre, i el seu exèrcit va moure's enviant bona part del seu exèrcit a Carmània (modern Iran del sud) amb el seu general Craterus, i nomenant una flota per explorar la costa del golf Pèrsic sota el seu almirall Nearchus; mentre anava al davant, la resta de les seves forces va retrocedir a Pèrsia al costat de la ruta del sud a través del desert de Gedròsia (ara part de l'Iran del sud, i Makran ara part del Pakistan).
Alexandre va deixar forces a l'Índia, tanmateix. Al territori de l'Indus, va nomenar el seu oficial Peithon com a sàtrapa, una posició que ocuparia durant els deu pròxims anys fins al 316 aC, i al Punjab deixava Eudemus al càrrec de l'exèrcit, en el costat de la satrapia de Porus i Taxiles. Eudemus va restar al Panjab a la mort d'Alexandre, però el va abandonar vers el 317 aC per unir-se amb les seves forces a Èumenes. Els dos contingents retornaven a l'oest al 316 aC amb els seus exèrcits. El 321 aC, Chandragupta Maurya va fundar l'Imperi Maurya a l'Índia i va enderrocar les satrapies gregues i la dinastia Nanda.

## En la història

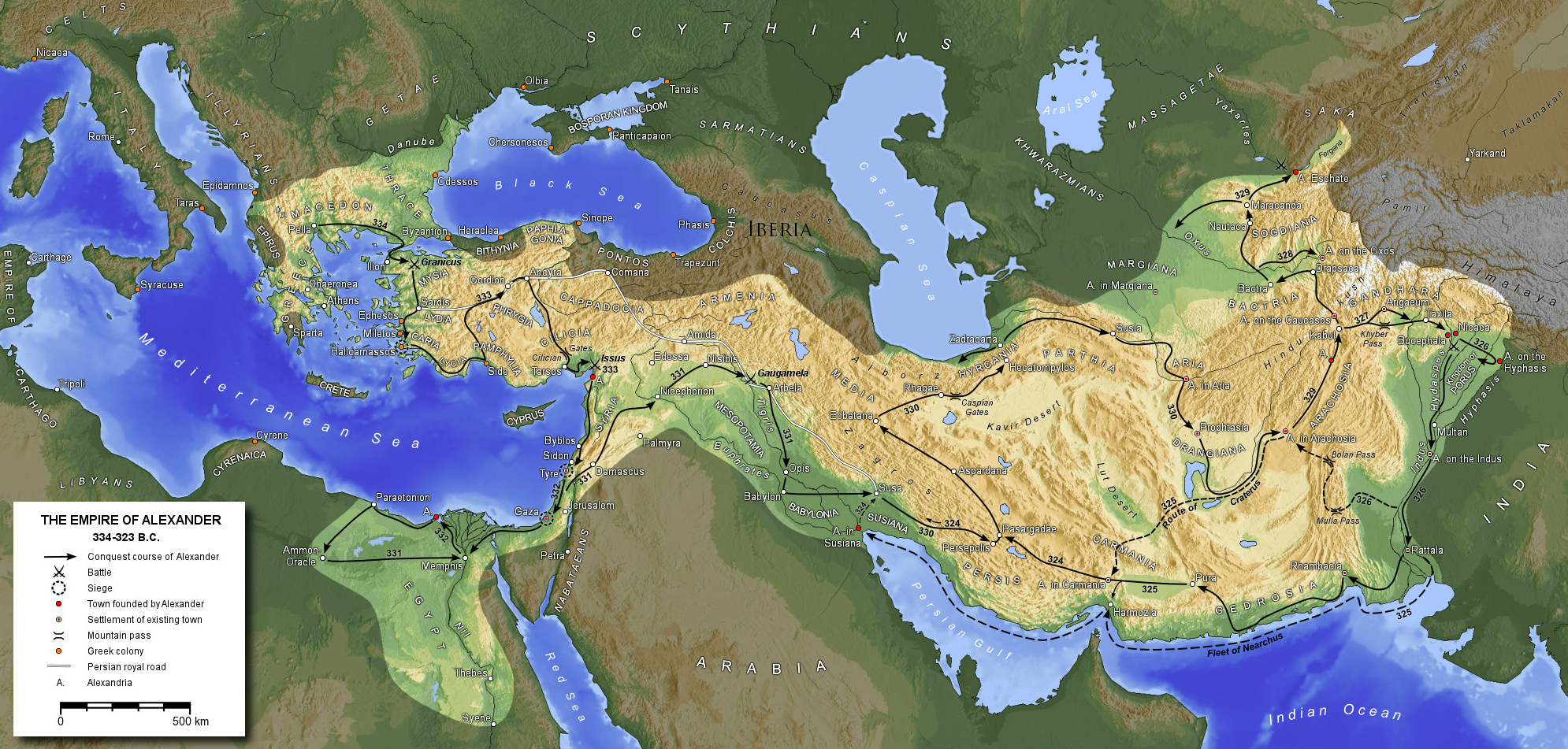
Extensió de l'Imperi d'Alexandre

Als seus trenta-tres anys, l'Imperi d'Alexandre arribava fins a la vall de l'Indus per l'est i fins a Egipte per l'oest, on va fundar la famosa ciutat d'Alexandria. Fundador prolífic de ciutats, aquesta ciutat egípcia hauria de ser, de bon tros, la més famosa de totes les Alexandries fundades pel també faraó Alexandre.
Va ser valent i generós, però també cruel i despietat quan la situació política, segons la seva opinió, ho requeria. Les seves gestes el van convertir en un mite i, en alguns moments, en gairebé una figura divina. De fet, en les monedes encunyades a la seva època i en la dels seus successors, la figura d'Alexandre el Gran es fusiona i s'arriba a confondre amb la del déu Apol·lo. Així mateix, en l'oracle de l'oasi de Siwah se'l va proclamar fill de Zeus, i encara que mai no va repudiar públicament el seu pare el rei Filip, tampoc no va desmentir la seva presumpta ascendència divina.
Com a polític i dirigent va tenir el gran projecte d'unificar Orient i Occident en un imperi mundial (basat en la homonoia). Va fer que uns 30.000 joves perses fossin educats en la llengua grega i en les tècniques militars macedòniques. Va fundar unes 70 ciutats per tot l'imperi, destinades no sols a l'exèrcit, sinó a ser centres de difusió de la cultura grega. El grec es va convertir, aleshores, en llengua universal.
Amb les seves accions, va estendre àmpliament la influència de la civilització grega i va preparar el camí per als regnes del període hel·lenístic i la posterior expansió de Roma.
Va ser, a més, gran amant de les arts. Alexandre era conscient del poder de propaganda que pot tenir l'art i va saber molt bé controlar la reproducció de la seva imatge, la realització de la qual només va autoritzar a tres artistes: un escultor (Lisip), un orfebre i un pintor (Apel·les). Els biògrafs d'Alexandre relaten que aquest tenia en gran estima el pintor i que visitava amb freqüència el seu taller, i que fins i tot se sotmetia a les seves exigències.
El pas d'Alexandre per l'Orient tingué com a conseqüència una extraordinària expansió de l'hel·lenisme, barreja i descomposició del món clàssic grec amb una amplíssima influència oriental, que perdurà fins i tot sota l'Imperi Romà i a les fronteres extremes encara fins més tard, com ho demostra l'art del Gandara. La vella democràcia grega fou absorbida per una concepció divina del poder reial, absolut, concepció que més tard influí en personatges com Hanníbal o Juli Cèsar. La seva mort representà el desmembrament d'aquell gran imperi en diversos regnes locals, governats pels sàtrapes o els seus generals, que hom coneix amb el nom comú de diàdocs. Els més importants foren els selèucides a Síria i Orient, i els làgides a Egipte.

## Alexandre a Egipte
La cultura de l'antic Egipte va impressionar Alexandre des dels primers dies de la seva estada en aquest país. Les relíquies gegants que veia per tot arreu el van captivar fins al punt que va voler faraonitzar-se com aquells reis gairebé mítics.
La història de l'art ha deixat testimoni d'aquests fets: a Karnak, hi ha un relleu que representa Alexandre fent les ofrenes al déu Amon, com ho fa un convers, vestint la indumentària faraònica: 
- Klaft faraònic (el mantell que cobreix el cap i va per darrere de les orelles, clàssic de l'antic Egipte), amb les corones vermella i blanca que se sostenen en equilibri inestable.
- Cua litúrgica de xacal, que amb el temps es va transformar en «cua de vaca».
- Ofrena en quatre gots com a símbol per a indicar quantitat, repetició, abundància i multiplicació.

En els jeroglífics de la paret, es distingeixen a més els dos noms d'Alexandre-faraó i ambdós es presenten dintre de l'anell el·líptic: 
- Alexandre com a Horus
- Alexandre com a Alexandre

## Després de la mort d'Alexandre

### Extinció de la família
A la mort d'Alexandre, van quedar com a familiars i hereus uns personatges que a poc a poc van ser víctimes de l'ambició pel poder i de les intrigues de l'època (assumpte que, segons els historiadors, no es pot jutjar amb l'òptica actual sinó amb la d'aquells temps). Aquests personatges eren:
- Filip Arrideu (fill de Filip II i germanastre d'Alexandre). Va arribar a ser per poc de temps Filip III de Macedònia.
- Eurídice (jove macedònia, esposa de Filip Arrideu). Va ser manada assassinar per Olímpia de l'Epir després de la mort de Filip Arrideu.
- Roxana (princesa persa, primera esposa d'Alexandre). Mentre estava embarassada, va ser manada assassinar per Cassandre.
- El seu fill anomenat també Alexandre. Va arribar a ser Alexandre IV per poc de temps, ja que amb 13 anys va ser també assassinat per ordre de Cassandre.
- Dues vídues més d'Alexandre, filles del rei Darios, Estatira[21] (també anomenada Barsine, amb qui va concebre un fill, l'embaràs del qual no va arribar a terme) i Parisatis, filla d'Artaxerxes III de Pèrsia. Paradoxalment, el primer gran amor d'Alexandre s'havia dit Barsine, i era l'esposa de Memnó (mercenari grec que lluitava al servei de Darios) i va ser morta, lamentablement, per membres de la seva guàrdia intentant defensar-la.
- Tessalònica (germanastra d'Alexandre). Esposa de Cassandre.

Així que, en el transcurs d'uns pocs anys, no va quedar cap membre de la família d'Alexandre el Gran.

### Divisió de l'imperi
El regne també va sofrir grans divisions a causa de disputes entre els generals més propers a Alexandre. Va ser Seleuc qui va tractar de mantenir l'imperi al més semblant al que havia arribat Alexandre. El vast Imperi d'Alexandre el Gran va quedar dividit a la seva mort de la manera següent:
- Àsia per a Antígon Monoftalmos, que va ser qui va tenir més poder i més extensió de terres.
- Egipte per a Ptolemeu, que va fundar la dinastia més estable de totes (dinastia Làgida o Ptolemaica).
- Tràcia i l'Àsia Menor per a Lisímac de Tràcia.
- Babilònia i Síria per a Seleuc (dinastia Selèucida). Es donava el nom de Síria a una enorme superfície que arribava fins a les fronteres amb l'Índia.
- Grècia i Macedònia per a Cassandre (dinastia Antigònida).

Els conflictes entre els diàdocs successors van provocar un seguit de guerres pel control territorial de l'imperi.

## Exèrcit macedoni

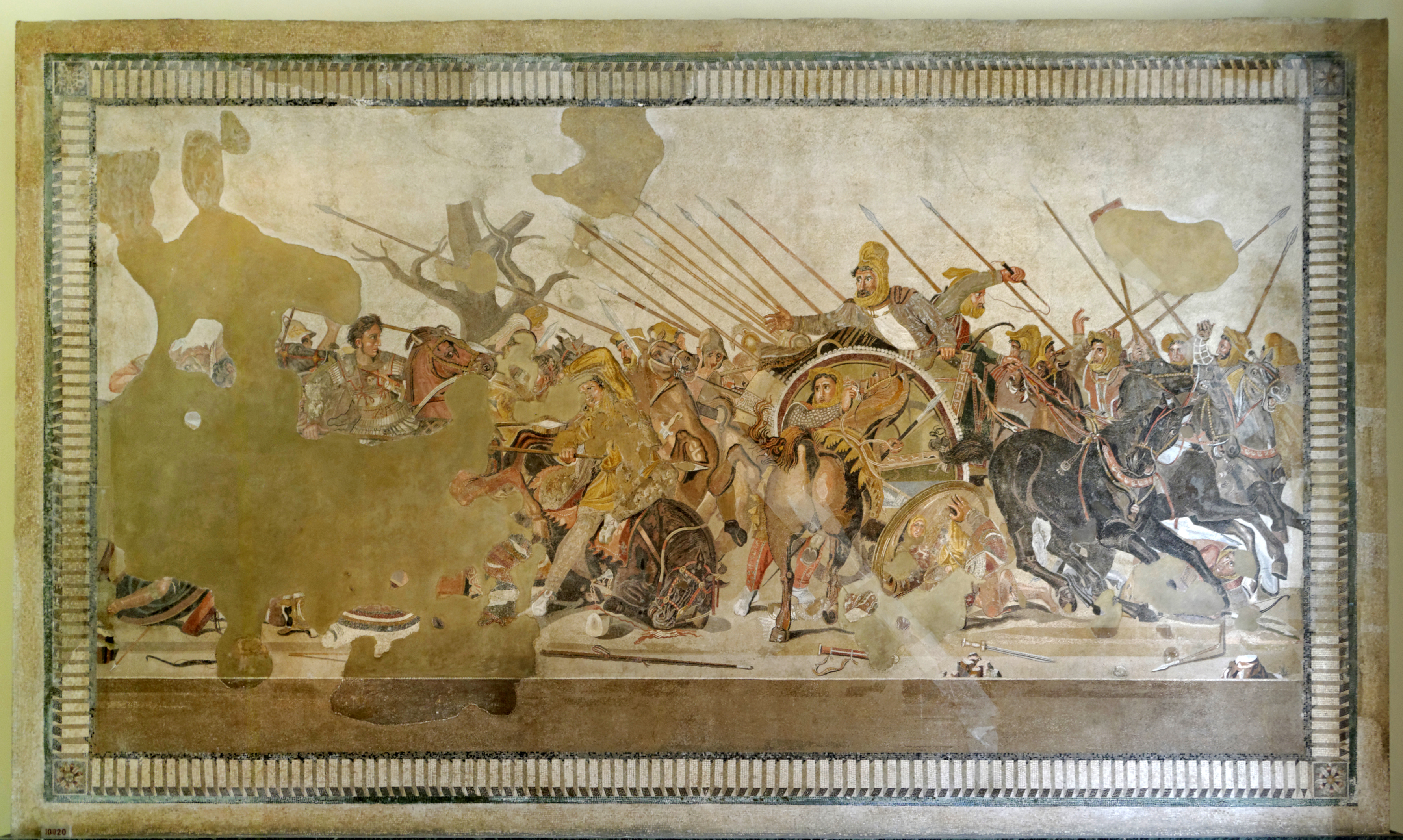
Batalla d'Issos representada en un mosaic de la casa del Faune de Pompeia, exposada en el Museu Arqueològic de Nàpols

L'exèrcit macedoni del Regne de Macedònia és considerat un dels millors exèrcits de lleva de l'antiguitat. Instrument de la conquesta de l'antiga Grècia, en el regnat de Filip II de Macedònia, després de l'Orient en el regnat d'Alexandre Magne, és el model sobre el qual es van formar els exèrcits dels regnes hel·lenístics, sobretot els dels selèucides i làgides, als segles iii i ii aC. La seva dominació va acabar amb la conquesta romana, que va demostrar la superioritat de la legió sobre la falange macedònia en la batalla de Pidna el 168 aC, finalitzant la Tercera Guerra Macedònica.
Les innovacions militars, tant en les armes com en les tàctiques, dutes a terme per Filip II, van forjar l'exèrcit que va conquerir un imperi. Va convertir la guerra i el combat en un estil de vida per als macedonis, els qui fins llavors havien considerat l'exèrcit com una ocupació a temps parcial per exercir-la fora de la temporada agrícola. En introduir l'exèrcit com una ocupació a temps complet, Filip va poder entrenar els soldats amb regularitat, cimentant-ne la unitat i la cohesió. Aquest va crear una de les millors màquines militars que Àsia o Grècia havien vist mai, gràcies a la suma de temps i esforç invertit tant en maniobres com en innovacions militars.
Les innovacions tàctiques incloïen un ús més eficaç de la tradicional falange grega, com dels atacs coordinats, en primer lloc, la combinació d'armes i les tàctiques militars entre les seves unitats d'infanteria de la falange, cavalleria, arquers i armes de setge. Les armes introduïdes eren la sarisa, un tipus de pica llarga de pes equilibrat, que va aportar molts avantatges, ofensius i defensius, per a la infanteria macedònia en particular, i per a l'exèrcit combinat en general.
Els exèrcits creats per Filip comprenien una amalgama de diferents forces. Macedonis i altres grecs (especialment de Tessàlia), així com una àmplia gamma de mercenaris de l'altre costat del mar Egeu. Després del 338 aC, molts dels nous reclutes de Filip per a la seva planejada invasió de Pèrsia van venir des de totes les parts del món grec i dels Balcans, encara que la major part de l'exèrcit el constituïen els macedonis.